# 庄市街道
庄市街道，是中国浙江省宁波市镇海区的一个街道，是宁波著名的侨乡。东面与蛟川街道相连，南面隔甬江与北仑区小港街道和鄞州区梅墟街道相接，西面与江北区孔浦街道、甬江街道、庄桥街道相连，北面与贵驷街道、骆驼街道相接。总面积25.13平方公里，人口2.27万，街道办事处位于兆龙路769号。

## 名称来源
庄市得名于原庄市镇所属庄市村（今庄市社区）。中华民国19年改现名，2001年改庄市街道。

## 下辖
目前，庄市街道辖有庄市社区、庄一社区共2个社区。共辖有9个行政村。

## 交通
329国道在西面经过庄市街道，宁镇公路经庄市街道进入宁波中心城区。

## 著名人物
庄市街道是宁波著名的侨乡。庄市籍宁波帮在宁波商帮中占据重要位置。有名的有叶澄衷、宋炜臣、包玉刚家族、邵逸夫家族等。

## 旅游
商帮文化是庄市街道的旅游特色。围绕这一特色的旅游点有宁波帮博物馆、叶氏义庄、包玉刚故居、邵逸夫故居等。